# Обремський Всеволод Адольфович
Обремський Всеволод Адольфович (1871  — 1940 ) — київський архітектор, цивільний інженер, педагог.

## Біографія
Народився у с. Бештемак, Бессарабська губернія (нині Молдова) в родині Адольфап Людвиговича Обремського та Марії Трохимівни (уродженої Аляб'євої). Батьком був штабс-капітаном прикордонної служби. 
Закінчив Кишинівське реальне училище (1890).
Вищу професійну освіту здобув у Петербурзькому інституті цивільних інженерів (закінчив 1899). Брав участь у спорудженні Санкт-Петербурзької публічної бібліотеки. 
З 1898 по 1900 працював помічником головного архітектора, а з 1900 по 1930 роки працював архітектором Київського політехнічного інституту. Водночас викладав у КПІ креслення та проектування.
Певний час працював і архітектором у Колегії Павла Галагана.
Також викладав у Київській школі десятників архітектуру. Був членом Товариства покровительства тварин.
Після завершення роботи архітектором у КПІ продовжував займатися архітектурною практикою.

## Зведені будинки

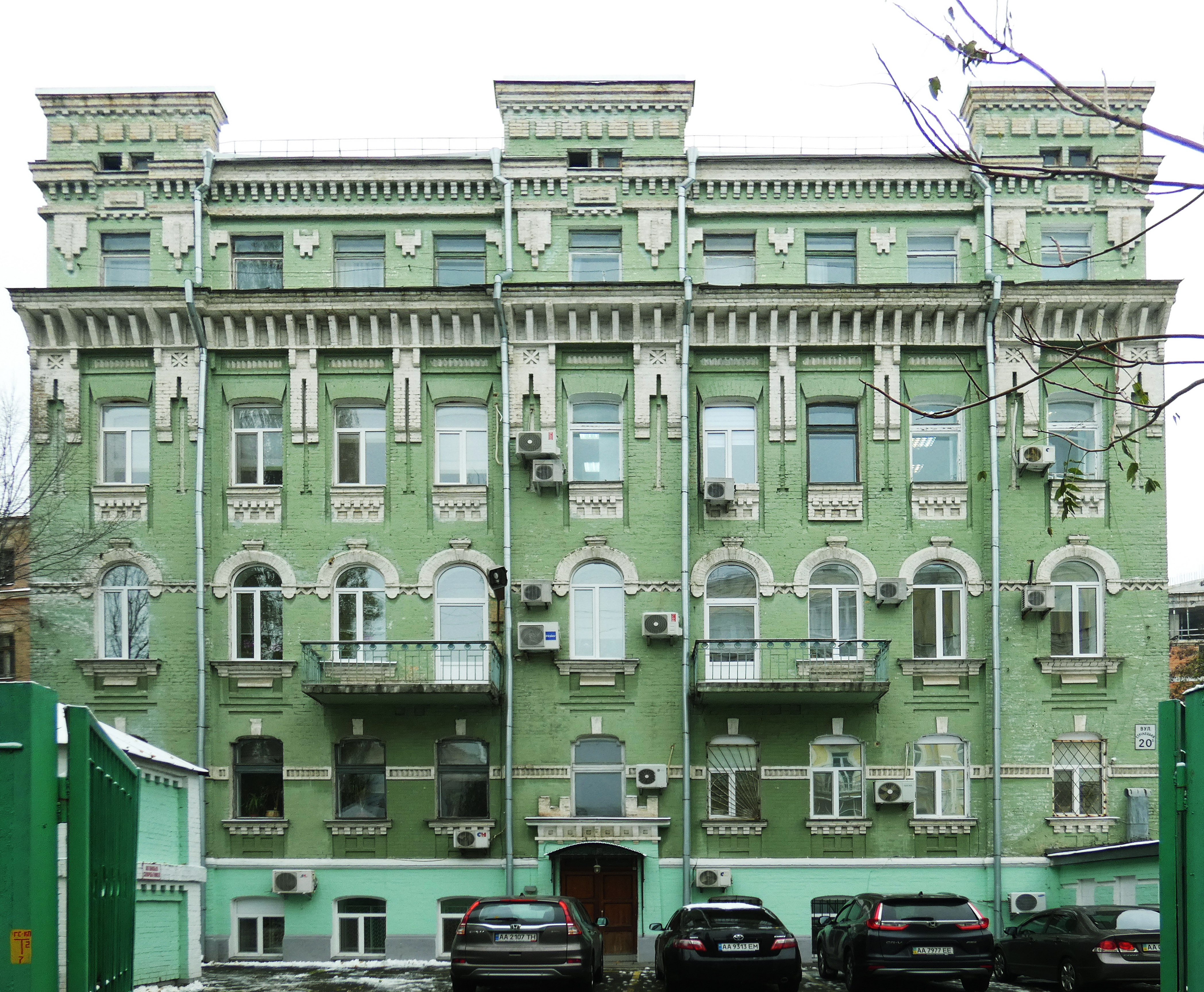
Кам'яниця на Стрілецькій, 20

- Студентська їдальня Політехнічного інституту (1907 p.),
- Амбулаторія / приймальний покій Політехнічного інституту (1907 p.),
- Прибутковий будинок (флігель) на вулиці Саксаганського № 92 (1909 р.),
- Житлові будинки № 3 і 4 Політехнічного інституту (1910 p.),
- Комерційний інститут на розі бульвару Шевченка і вулиці Івана Франка (1911 - 1915 pp., співавтор О. Кобелєв),
- Прибутковий будинок на Стрілецькій вулиці № 20 (1900-і рр.),
- Будинок для професорів Сільгоспакадемії на вулиці Родимцева № 21 (1928 р., співавтор Д.Дяченко).

## Адреси у Києві
Спершу мешкав при КПІ
- вул. Фундуклеївська (тепер Богдана Хмельницького) № 51 (1906),
- вул. Гоголівська № 30 (1907 - 1909),
- вул. Маріїнсько - Благовіщенська (тепер Саксаганського) № 133 (1910 - 1911),
- вул. Маріїнсько - Благовіщенська (тепер Саксаганського) № 101 (1912),
- вул. Пушкінська № 39 (з 1913).

У 1920-і роки мешкав на вул. Володимирській № 48 а.